# Macrodactylus scutellaris
Macrodactylus scutellaris är en skalbaggsart som beskrevs av Frey 1972. Macrodactylus scutellaris ingår i släktet Macrodactylus och familjen Melolonthidae. Inga underarter finns listade i Catalogue of Life.